# 贝蒂反应
贝蒂反应指酚与芳香醛和伯胺作用得到α-氨基苯甲酚类。这个反应为曼尼希反应的一种特殊情况。
从形式上看与羟醛加成相同，酚代表酸性亚甲基组分，醛或醛和胺代表羰基组分。这个反应也能用于喹啉等杂环体系。